# Белградска крепост (Бесарабия)
Вижте пояснителната страница за други значения на Белградска крепост.
Белградската крепост, позната също и като Акерманска крепост, е средновековна крепост, разположена до днешния Белгород Днестровски в Одеската област на Украйна. Крепостта до Днестърския лиман е една от най-големите в Украйна и е идеално запазена. Крепостта има цитадела и е музей.

## История
Белградската крепост е исторически и културен паметник от периода 13 – 15 век.
Известно е, че по времето на Теодор Светослав територията на тъй наречения Буджак отново влиза в границите на Второто българско царство. Крайна точка на българските владения на североизток е средновековния Белград. Средновековният град е построен на местото на античния древногръцки град-колония Тирас, придобил името си по древногръцкото название на река Днестър – Тирас.
Появата на крепостта в сегашния ѝ вид учените отнасят към края на 14 век. По това време тя става част от укрепената система фортификационни съоръжения за защита границите на Молдовското княжество от османските турци.
След османската обсада през 1420 година последват сериозни възстановителни работи по крепостта под наблюдението на подолския губернатор Гелдиголд осъществени с помощта на великия литовски княз Витовт. През 15 век се извършват и други укрепителни работи на крепостта през 1440 и 1454 години от страна на молдовските владетели и военачалника им Станчул.
Окончателния си днешен вид крепостта придобива след завладяването и преустройствата ѝ от Османската империя в периода 16 – 18 век. По силата на Букурещкия мир от 1812 крепостта е присъединена окончателно към състава на Нова Русия, като преди това в хода на Руско-турските войни многократно е обсаждана и превземана от русите.